# Площадь Сен-Сюльпис
Площадь Сен-Сюльпис (фр. Place Saint-Sulpice) — площадь в центре VI округа Парижа.

## Расположение
Площадь имеет примерно прямоугольную форму, 105 метров в длину и 80 метров в ширину. На востоке граничит с церковью Сен-Сюльпис (от которой произошло название площади), а на западе — с улицей Бонапарт, которая продолжается с севера на юг. Улица Вьё-Коломбье (Старой Голубятни) выходит на северо-западный угол площади, улицы Канетт и Сен-Сюльпис — на северо-восточный, а улицы Анри-де Жювенель и Палатин — на юго-восточный.
Площадь в основном пешеходная, за исключением её окраин.

## История
При строительстве нынешнего фасада церкви Сен-Сюльпис в XVIII веке, архитектор Джованни Никколо Сервандони предусмотрел создание монументальной полукруглой площади, шириной 120 метров и длиной 208 метров. Этот проект не был реализован, но в 1757 году было начато расширение площади. В 1767 году город взял ссуду после разрешения короля на экспроприацию и строительные работы.
В XIX веке было предложено несколько планов завершения площади. План, принятый министром внутренних дел 26 термидора VIII года (14 августа 1800 года), подтверждённый указом консулов 16-го вандемьера IX года (8 октября 1800 года), предусматривал строительство полукруглой площади за шесть лет. Указ от 25 июня 1806 г. отменил этот план: на этот раз было решено сделать площадь прямоугольной, и проект был утверждён министром внутренних дел 19 19 октября 1806 г.
Новый план, предусматривающий прямоугольную площадь большего размера, был принят 19 июля 1808 г. Министерское постановление от 20 декабря 1810 г. предусматривало расширение площади Сен-Сюльпис до улицы Пот-де-Фер (ныне улица Бонапарта). Согласно указу от 24 февраля 1811 г., строительство должно было завершиться в течение того же года. Положения, принятые в 1810 г., были подтверждены министерским постановлением, датированным 9 мая 1812 г.
Площадь частично обустроена на месте бывшей семинарии Сен-Сюльпис, построенной в XVII веке и снесённой в 1808 году.
В 1838 году площадь выровняли и засадили деревьями. С 1843 по 1848 год в центре площади по проекту архитектора Луи Висконти был воздвигнут фонтан Сен-Сюльпис.

## События
Ежегодно с конца 2000-х годов в мае и июне на площади Сен-Сюльпис проводится ярмарка продолжительностью несколько недель. Затем следует ряд культурных и коммерческих мероприятий (поэзия, библиофильство, гравюра, фотография, математические игры, антиквариат).

## В искусстве
На площади Сен-Сюльпис снималась сцена из фильма Жака Риветта «Париж принадлежит нам» (вышел в 1961 году).

## Фотогалерея

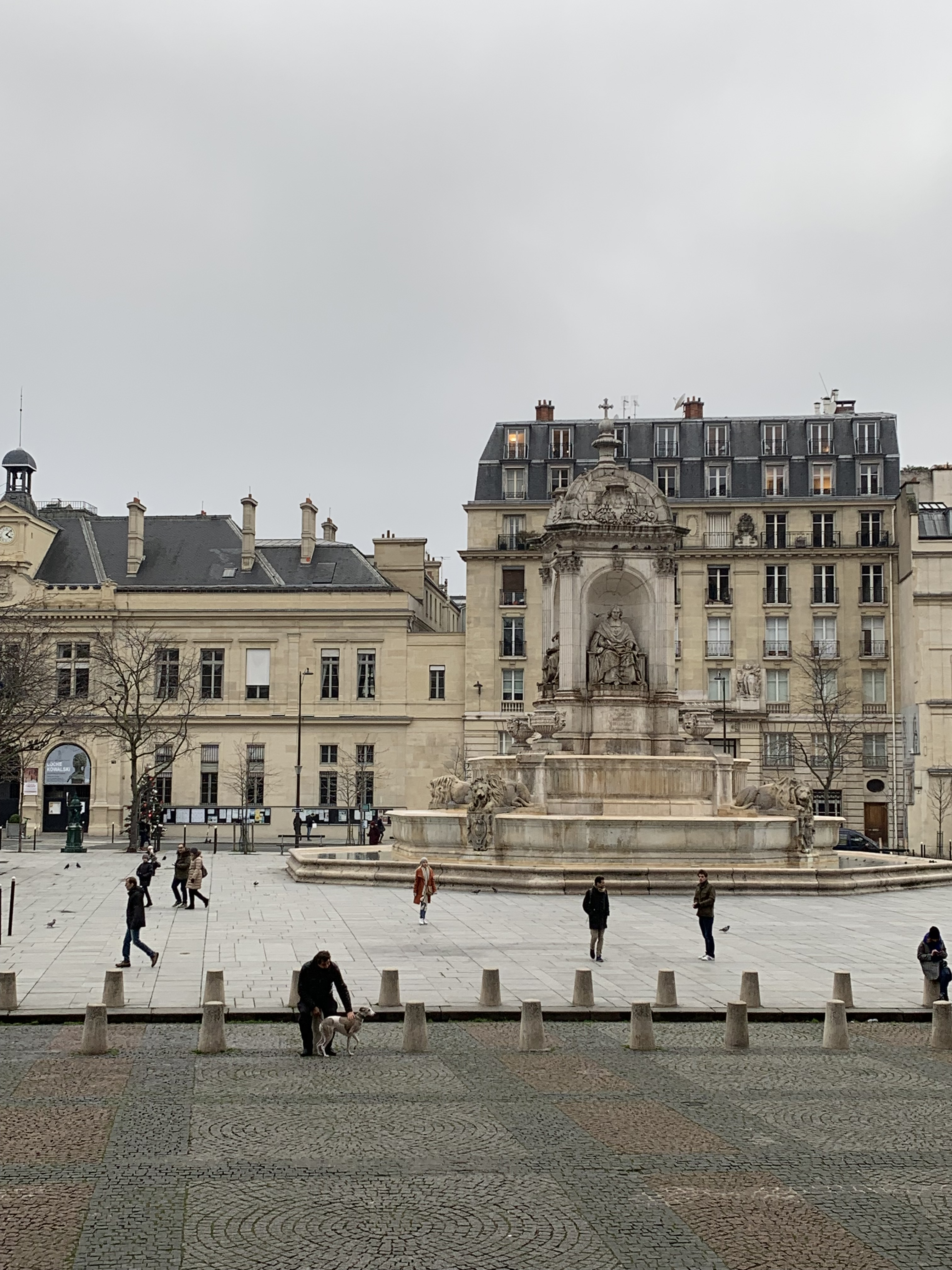
Площадь Сен-Сюльпис, вид от церкви Сен-Сюльпис
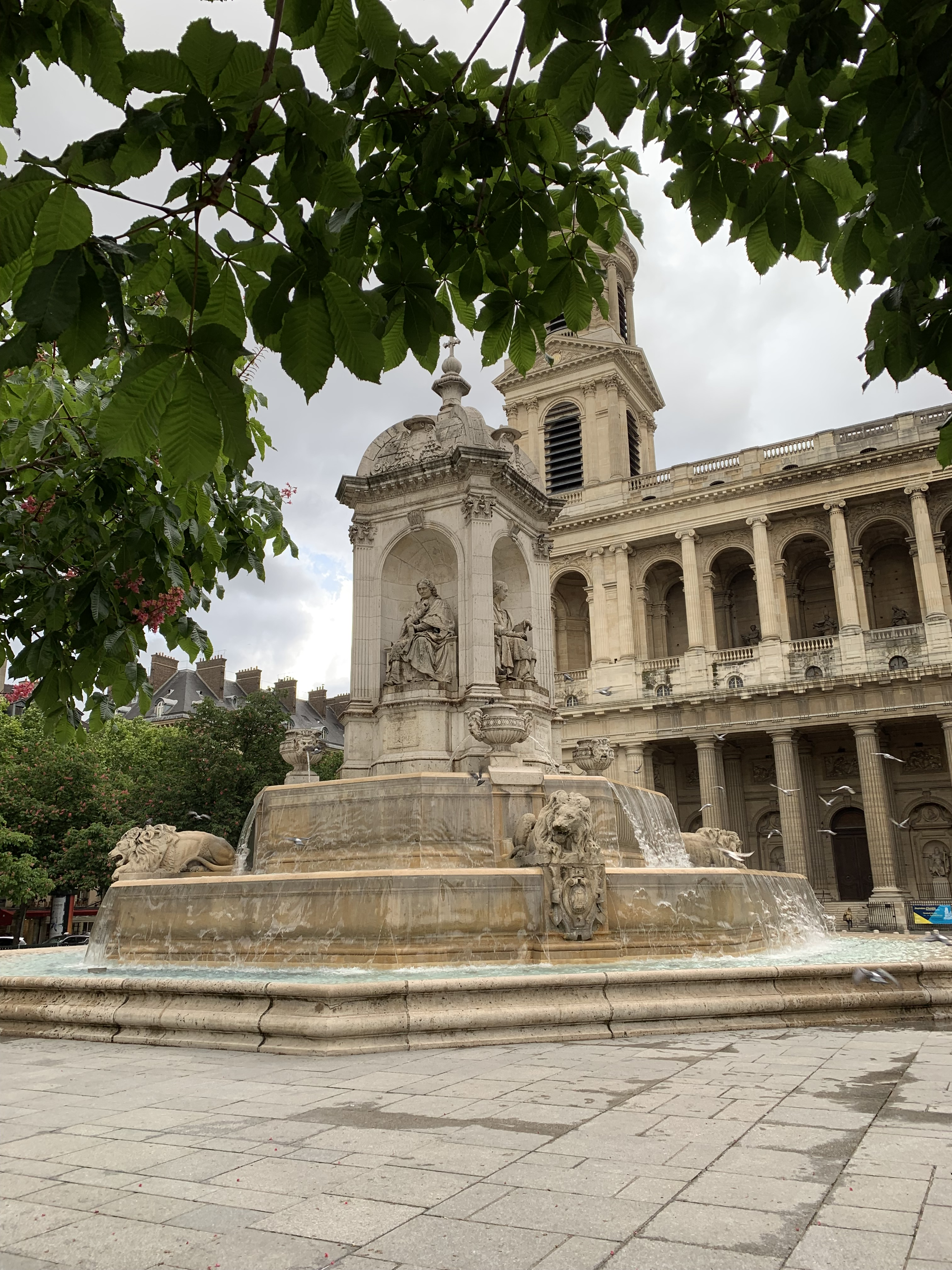
Вид на площадь Сен-Сюльпис и одноимённый фонтан с угла улицы Бонапарт
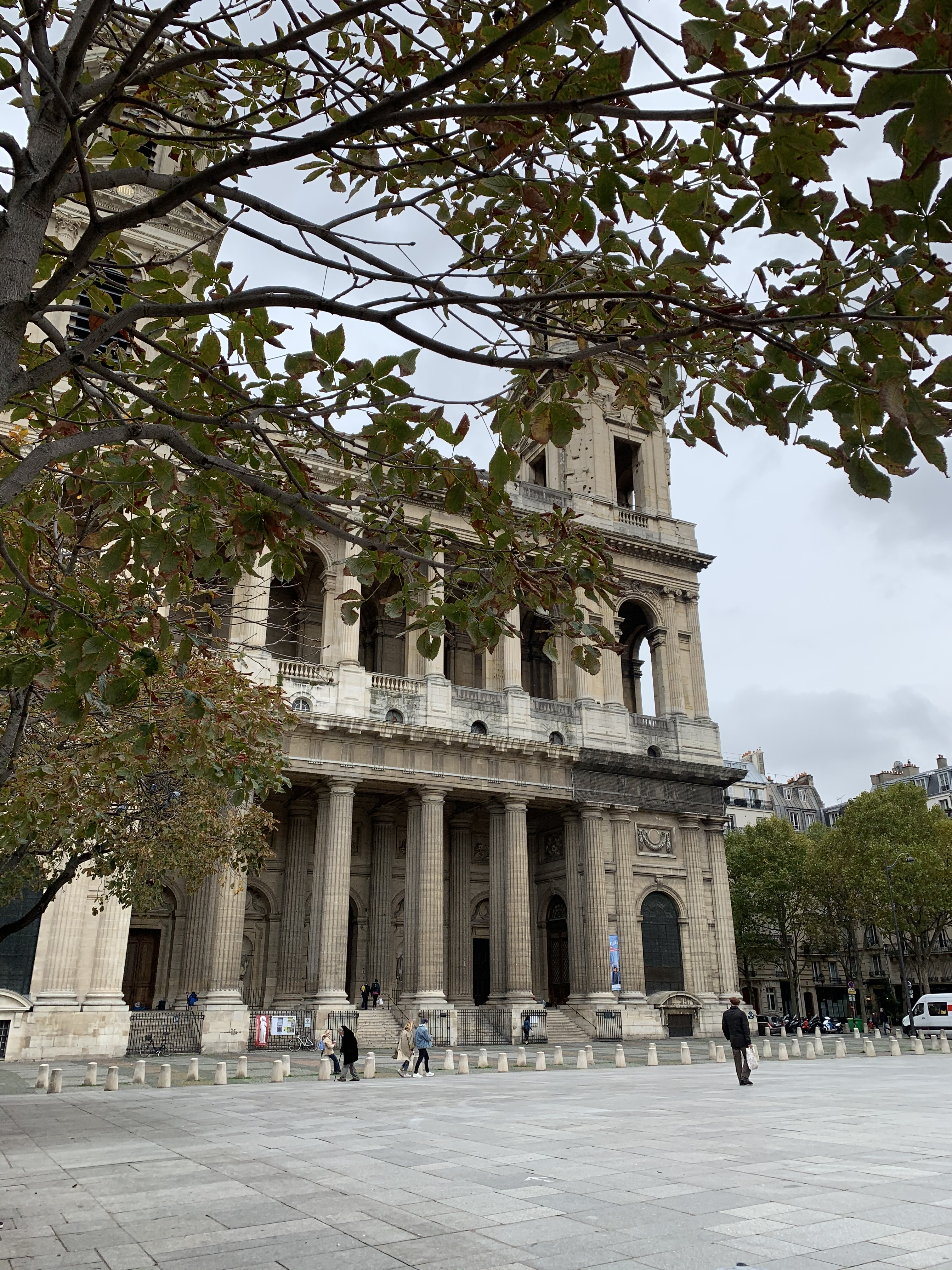
Вид с площади Сен-Сюльпис на церковь Сен-Сюльпис
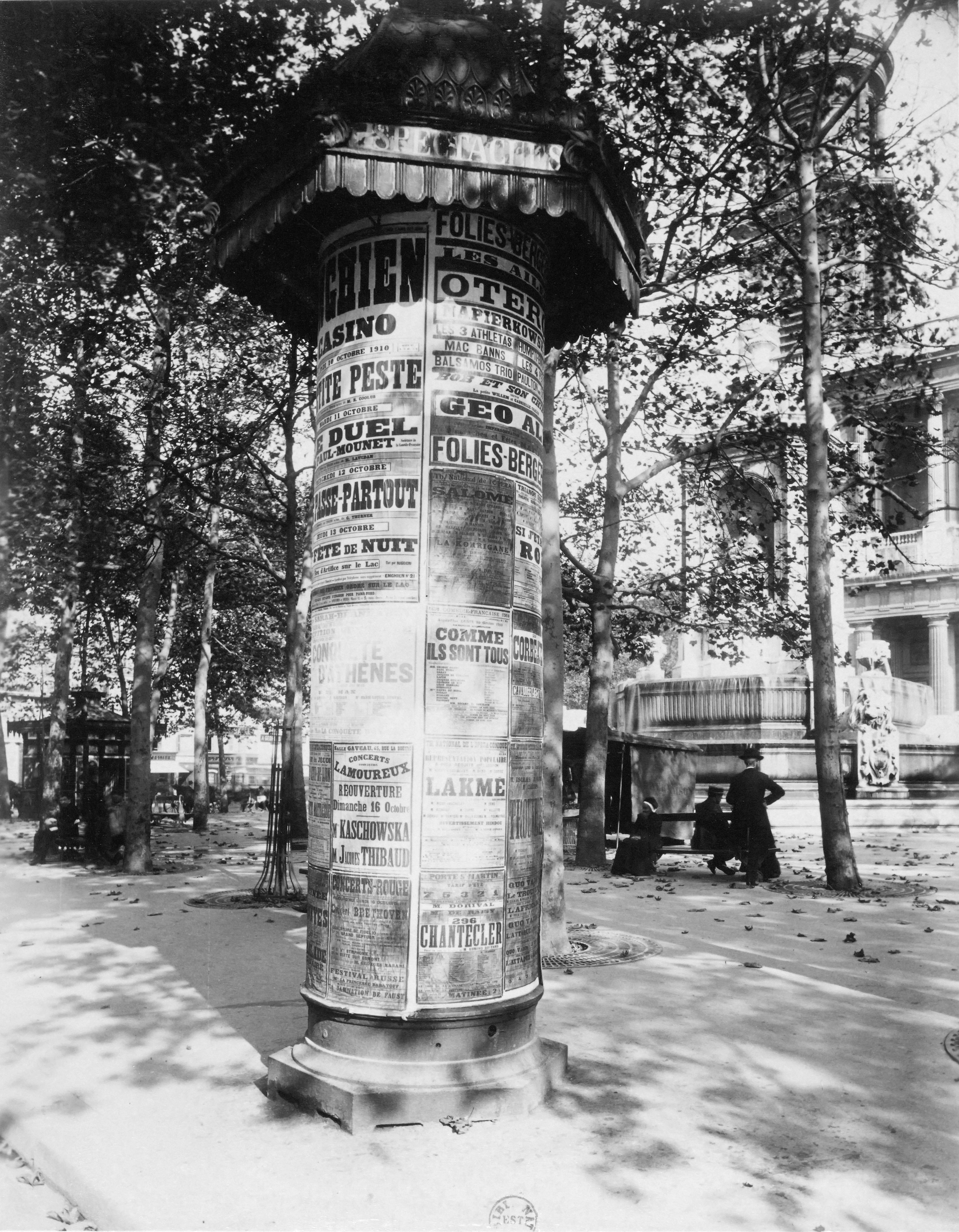
Тумба Морриса
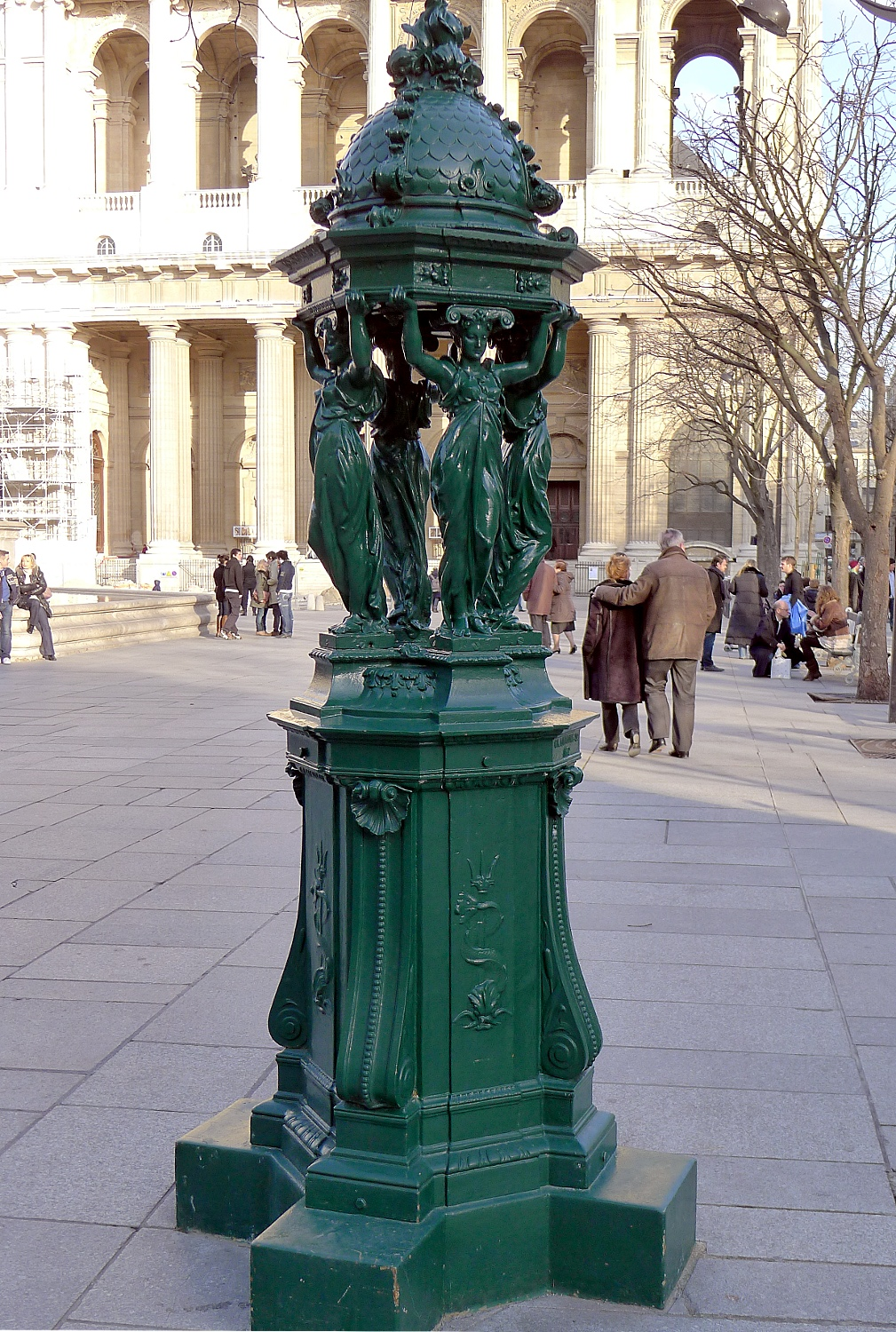
Фонтанчик Уоллеса
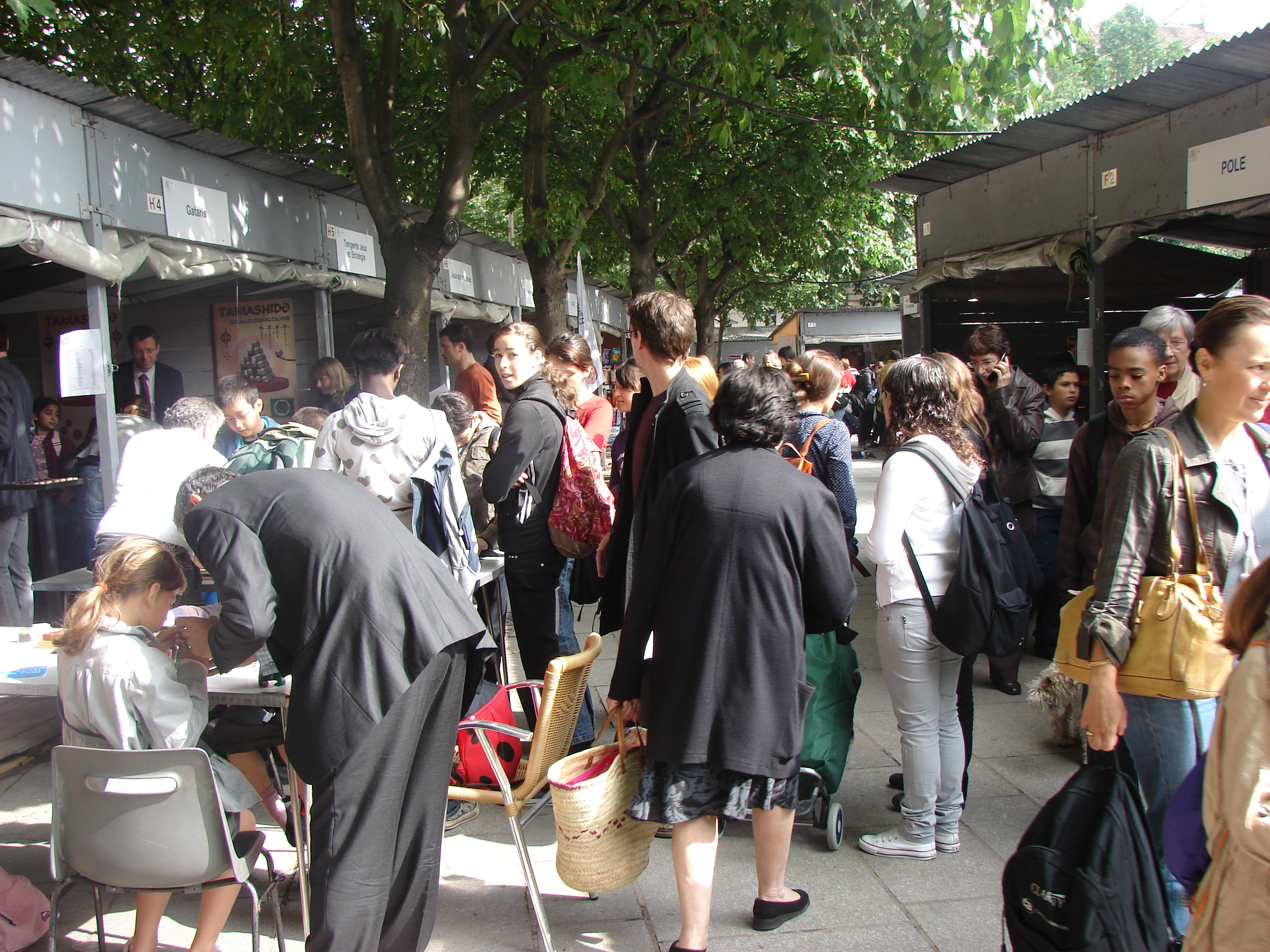
Открытая гостиная